# Chuck Bednarik Award
Il Chuck Bednarik Award è assegnato annualmente al miglior difensore degli Stati Uniti nel football americano universitario dal Maxwell Football Club. I giurati sono i capi-allenatore della NCAA, membri del Maxwell Football Club e giornalisti sportivi in tutta la nazione.

## Albo d'oro
| Anno | Giocatore          | College        |
| ---- | ------------------ | -------------- |
| 1995 | Pat Fitzgerald     | Northwestern   |
| 1996 | Pat Fitzgerald     | Northwestern   |
| 1997 | Charles Woodson    | Michigan       |
| 1998 | Dat Nguyen         | Texas A&M      |
| 1999 | LaVar Arrington    | Penn State     |
| 2000 | Dan Morgan         | Miami          |
| 2001 | Julius Peppers     | North Carolina |
| 2002 | E.J. Henderson     | Maryland       |
| 2003 | Teddy Lehman       | Oklahoma       |
| 2004 | David Pollack      | Georgia        |
| 2005 | Paul Posluszny     | Penn State     |
| 2006 | Paul Posluszny     | Penn State     |
| 2007 | Dan Connor         | Penn State     |
| 2008 | Rey Maualuga       | USC            |
| 2009 | Ndamukong Suh      | Nebraska       |
| 2010 | Patrick Peterson   | LSU            |
| 2011 | Tyrann Mathieu     | LSU            |
| 2012 | Manti Te'o         | Notre Dame     |
| 2013 | Aaron Donald       | Pittsburgh     |
| 2014 | Scooby Wright III  | Arizona        |
| 2015 | Tyler Matakevich   | Temple         |
| 2016 | Jonathan Allen     | Alabama        |
| 2017 | Minkah Fitzpatrick | Alabama        |
| 2018 | Josh Allen         | Kentucky       |
| 2019 | Chase Young        | Ohio State     |
| 2020 | Zaven Collins      | Tulsa          |
| 2021 | Jordan Davis       | Georgia        |
| 2022 | Will Anderson Jr.  | Alabama        |
| 2023 | Payton Wilson      | NC State       |
| 2024 | Travis Hunter      | Colorado       |

## Vincitori per istituto
| College        | Vittorie |
| -------------- | -------- |
| Penn State     | 4        |
| Alabama        | 3        |
| LSU            | 2        |
| Northwestern   | 2        |
| Arizona        | 1        |
| Georgia        | 2        |
| Kentucky       | 1        |
| Maryland       | 1        |
| Miami          | 1        |
| Michigan       | 1        |
| Nebraska       | 1        |
| North Carolina | 1        |
| Notre Dame     | 1        |
| Oklahoma       | 1        |
| Texas A&M      | 1        |
| Tulsa          | 1        |
| USC            | 1        |
| Pittsburgh     | 1        |
| Temple         | 1        |
| NC State       | 1        |
| Colorado       | 1        |

## Collegamenti
- Sito del Maxwell Club, su maxwellfootballclub.org.